# Michal Hipp
Michal Hipp (Nitra, 13 marzo 1963) è un allenatore di calcio ed ex calciatore slovacco, di ruolo centrocampista.

## Palmarès

### Giocatore

#### Competizioni internazionali
- Coppa Piano Karl Rappan: 2

Slavia Praga: 1992, 1993

### Allenatore

#### Competizioni nazionali
- Campionato slovacco: 1

Slovan Bratislava: 2008-2009